# Game.com
game.com(게임컴)은 1997년 8월 미국에서 타이거 일렉트로닉스에서 발매된 휴대용 게임기이다. 게임닷컴이라고 발음하지 않고, 게임컴이라고 발음한다. 1999년 중에는 경량화된 모델인 게임컴 포켓 프로가 발매되었다. 그러나 2000년에 판매량 부족으로 단종되었다. Game.com의 첫 번째 버전은 인터넷 연결을 위해 14.4kbit/s 모뎀에 연결할 수 있으며 이 이름은 최상위 도메인 .com을 참조한다. 이는 터치스크린을 포함하는 최초의 비디오 게임 콘솔이자 인터넷 연결을 포함하는 최초의 휴대용 콘솔이었다.

## 인터넷 기능
인터넷에 접속하려면 인터넷 카트리지와 전화 접속 모뎀을 사용해야 했는데 둘 다 콘솔에 포함되어 있지 않았다. 인터넷 카트리지를 사용하여 Game.com에서 이메일 메시지를 읽고 보낼 수 있었고 Game.com은 인터넷 서비스 제공자를 통한 텍스트 전용 웹 검색을 지원했다. 이메일 메시지를 Game.com의 내부 메모리에 저장할 수 없다. Game.com 브랜드의 14.4 kbit/s 모뎀 외에도 타이거는 Game.com과 특별히 작동하도록 만들어진 델파이(Delphi)를 통해 인터넷 서비스 제공업체도 제공했다.
타이거는 이후 웹 링크 카트리지를 출시하여 플레이어가 시스템을 데스크톱 컴퓨터에 연결할 수 있게 했다. 웹 링크 카트리지를 사용하여 플레이어는 자신의 최고 점수를 Game.com 웹사이트에 업로드하여 최고 최고 점수를 제공하는 웹페이지에 등재될 기회를 얻을 수 있다. 콘솔의 어떤 게임도 인터넷 기능을 사용하지 않았다.